# Sergei Osovich
Sergei Osovich (Ucrania, 16 de diciembre de 1973) es un atleta ucraniano retirado especializado en la prueba de 4 x 100 m, en la que ha conseguido ser subcampeón europeo en 1994.

## Carrera deportiva
En el Campeonato Europeo de Atletismo de 1994 ganó la medalla de plata en los relevos 4 x 100 metros, con un tiempo de 38.98 segundos, llegando a meta tras Francia y por delante de Italia (bronce).